# The Best of Scorpions

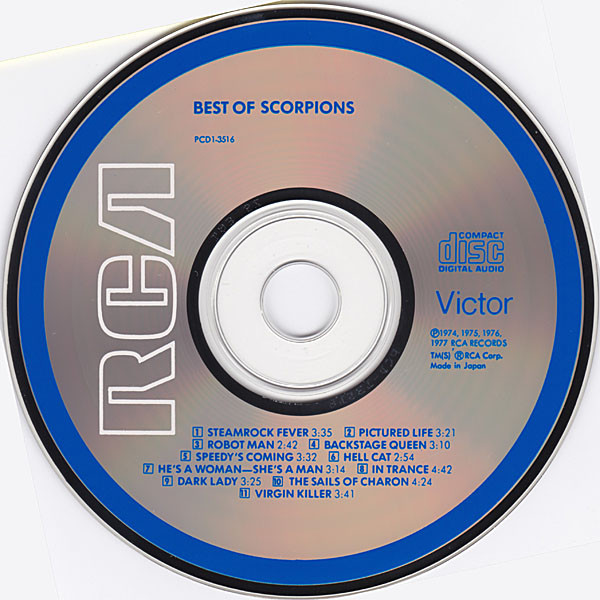

The Best of Scorpions è la prima raccolta della band Hard rock/Heavy metal tedesca Scorpions, pubblicata nel 1979.

## Il disco
Approfittando dell'enorme successo raggiunto dagli Scorpions con l'album Lovedrive, la casa discografica RCA Records (che aveva prodotto i precedenti album della band ma che si era vista sostituita dalla nuova etichetta EMI) pubblicò alla fine del 1979 una raccolta (la prima) dei più grandi successi incisi dal gruppo nel periodo in cui aveva militato sotto il suo combo: la selezione comprende brani tratti da Fly to the Rainbow (1974), In Trance (1975), Virgin Killer (1976) e Taken by Force (1977); non contiene però tracce tratte dal loro album di debutto, Lonesome Crow (1972), che era stato pubblicato allora dalla piccola casa discografica Brian Records.
La copertina originale dell'album, un'immagine esplicita di una ragazza nuda con il simbolo dello scorpione tatuato su un fianco, venne censurata (quasi a continuare la tradizione di tutte le copertine pubblicate dagli Scorpions) e sostituita nella versione CD del 1984 dalla foto di un uomo a petto nudo con al collo un ciondolo con il simbolo dello scorpione.
La copertina della versione giapponese, che presentava invece l'immagine di uno scorpione tatuato sulla natica di una persona, non subì censure.

## Tracce
1. Steamrock Fever (dall'album Taken by Force) – 3:35
2. Pictured Life (dall'album Virgin Killer) – 3:23
3. Robot Man (dall'album In Trance) – 2:42
4. Backstage Queen (dall'album Virgin Killer) – 3:12
5. Speedy's Coming (dall'album Fly to the Rainbow) – 3:35
6. Hell Cat (dall'album Virgin Killer) – 2:54
7. He's a Woman - She's a Man (dall'album Taken by Force) – 3:14
8. In Trance (dall'album In Trance) – 4:43
9. Dark Lady (dall'album In Trance) – 3:25
10. The Sails of Charon (dall'album Taken by Force) – 4:24
11. Virgin Killer (dall'album Virgin Killer) – 3:41

## Formazione
- Klaus Meine - voce
- Rudolf Schenker - chitarra
- Ulrich Roth - chitarra
- Herman Rarebell - batteria
- Francis Buchholz - basso